# أكتوبرفست

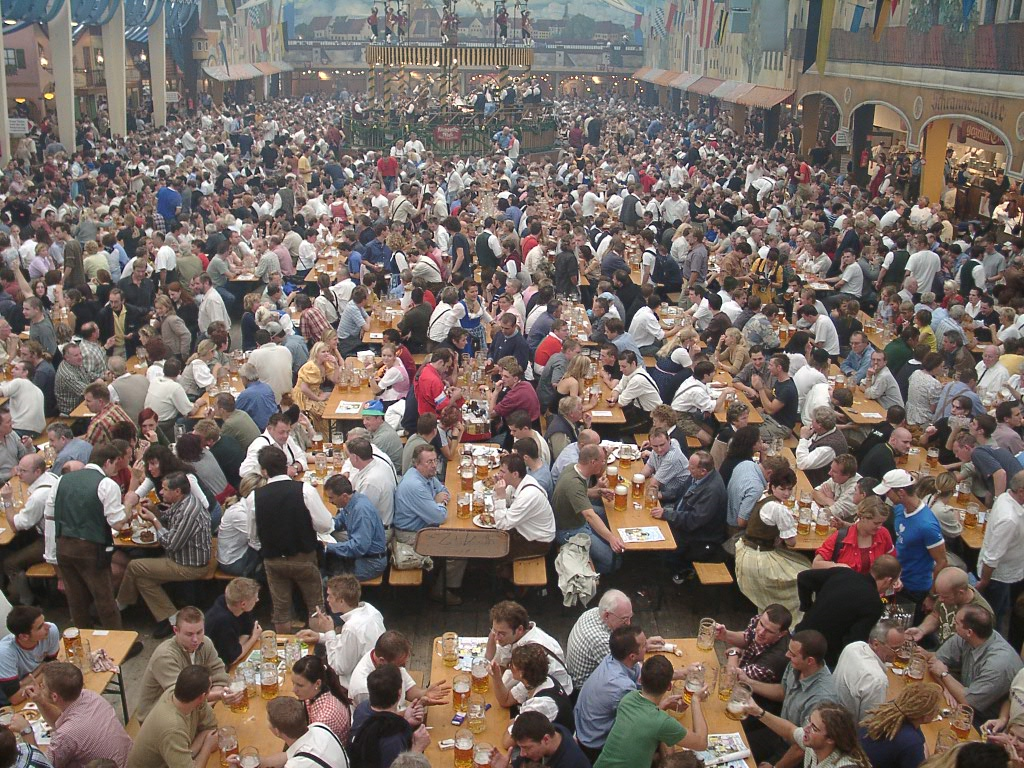
أكتوبرفست

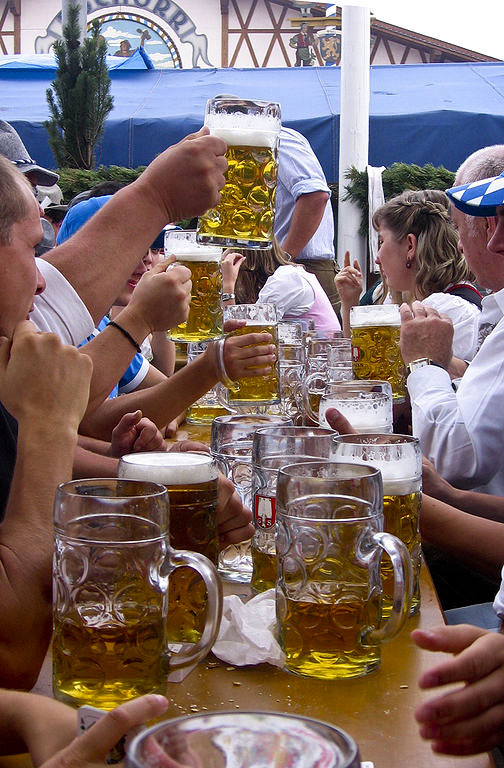
أكواب البيرة حجم 1 لتر - أثناء أكتوبرفست عام 2006 م

أكتوبرفست (بالألمانية Oktoberfest، تلفظ: اكتُبِرفِست). وتعني بالعربية مهرجان أو احتفال أكتوبر. ويقام الاحتفال سنويا به في ميونخ وتستمر فعاليات المهرجان لستة عشر يوما.
يعتبر هذا المهرجان من أهم الفعاليات التي تقام في ألمانيا ويشارك فيه ستة ملايين شخص سنويا. والمهرجان جزء لايتجزأ من الحضارة البافارية، والذي يقام منذ العام 1810 م بمناسبة زفاف ولي العهد لودفيغ البافاري من قرينته تيريز دي ساكس-هيلدبورغهاوزن، وتشمل أنشطة المهرجان شرب البيرة، وتناول الطعام، والغناء والرقص. ويرتدي العديد من الزوار الأزياء التقليدية.
يصنف أكتوبرفست كأكبر مهرجان للجعة في العالم من حيث عدد الزوار. ففي عام 2007 م تم استهلاك 7 ملايين لتر من البيرة خلال الستة عشر يوما. الزوار قد تتمتع أيضا بمجموعة متنوعة من الأطعمة التقليدية مثل الدجاج المقلي، لحم الخنزير المشوي، النقانق، فطائر البطاطا أو الخبز، الأسماك المشوية على عصا، الجبن الشعرية، مخلل الملفوف.

## معرض صور

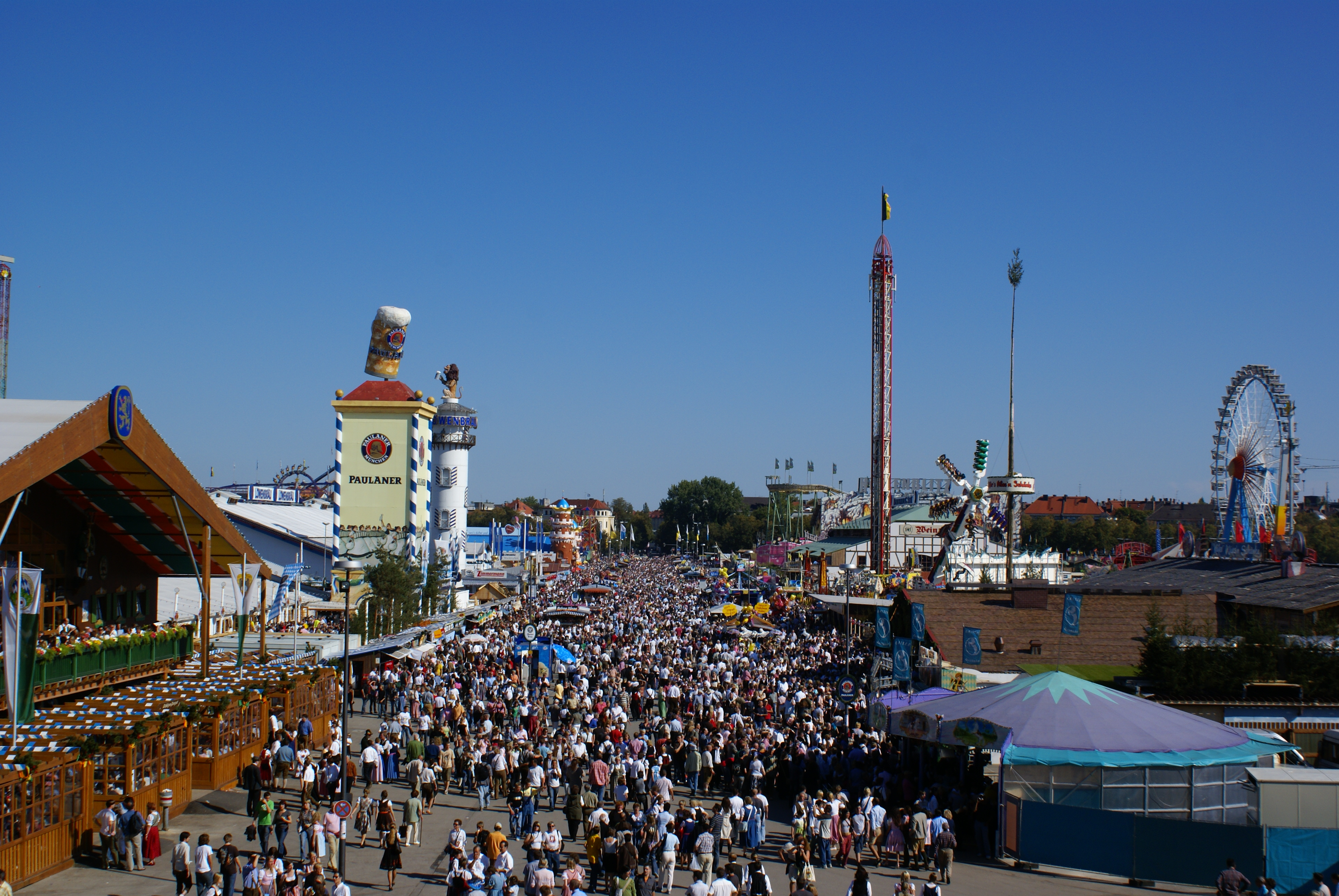
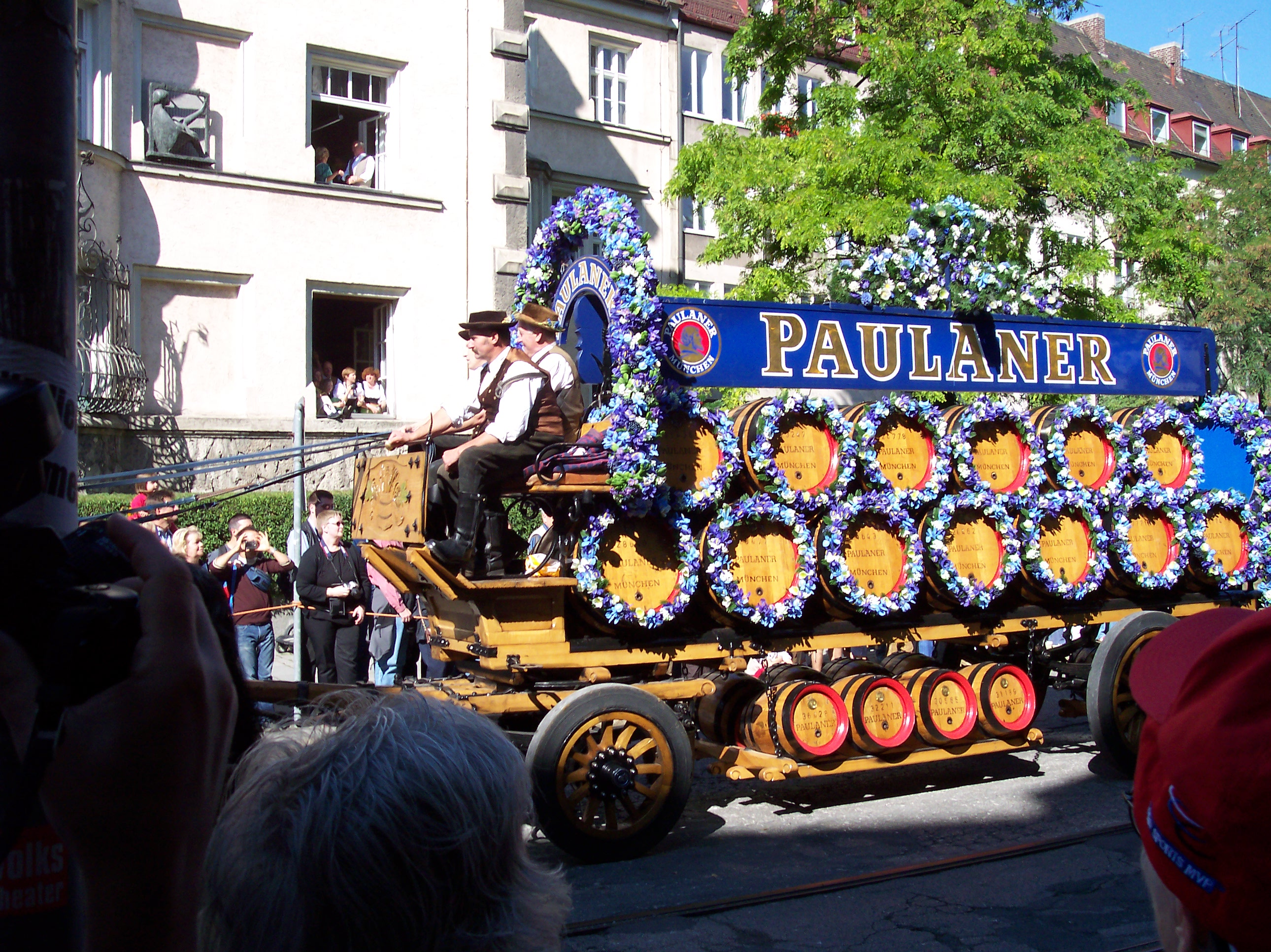
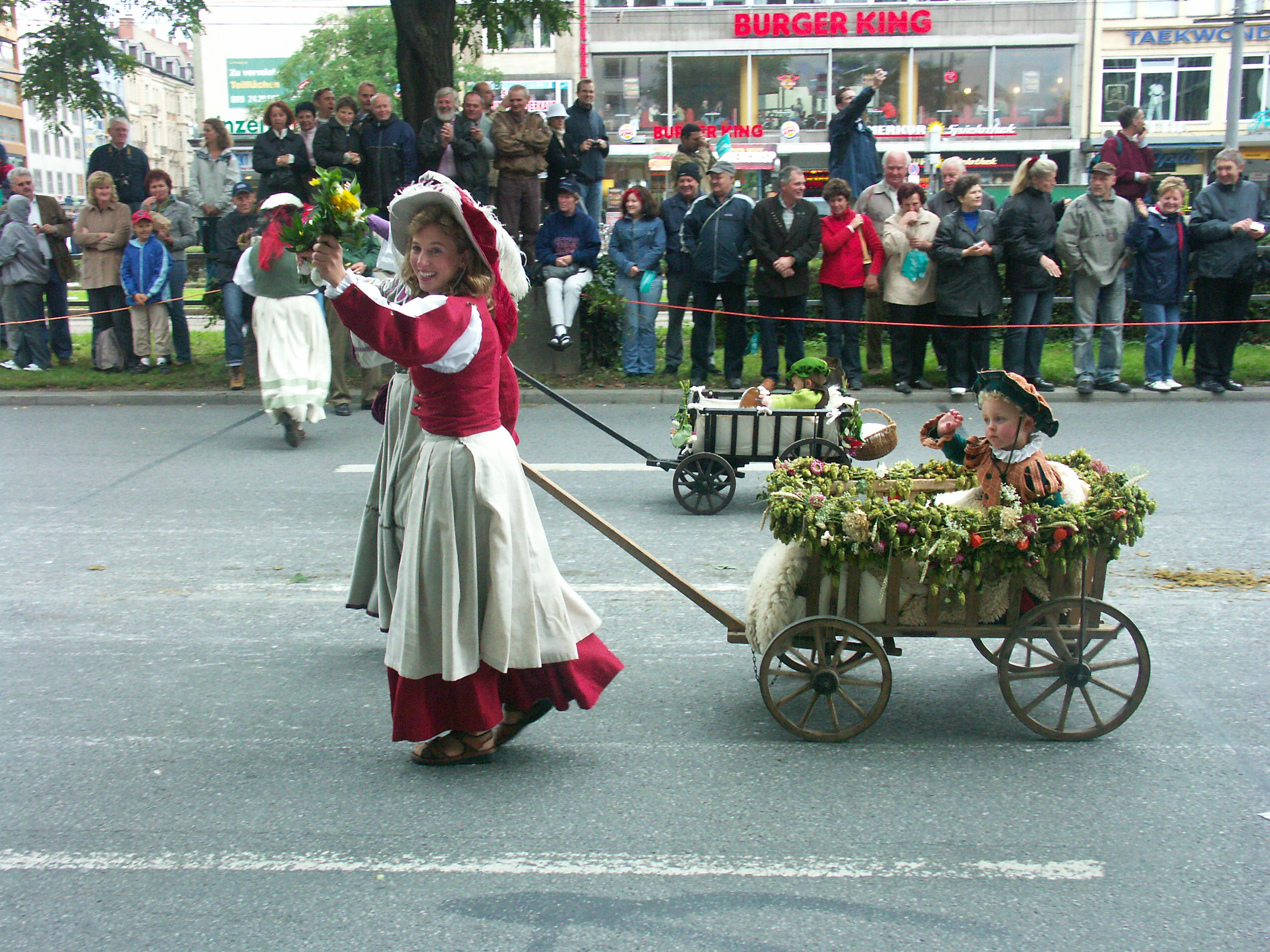
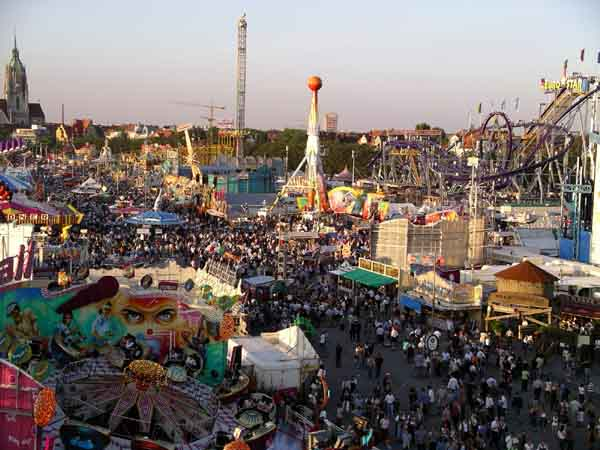
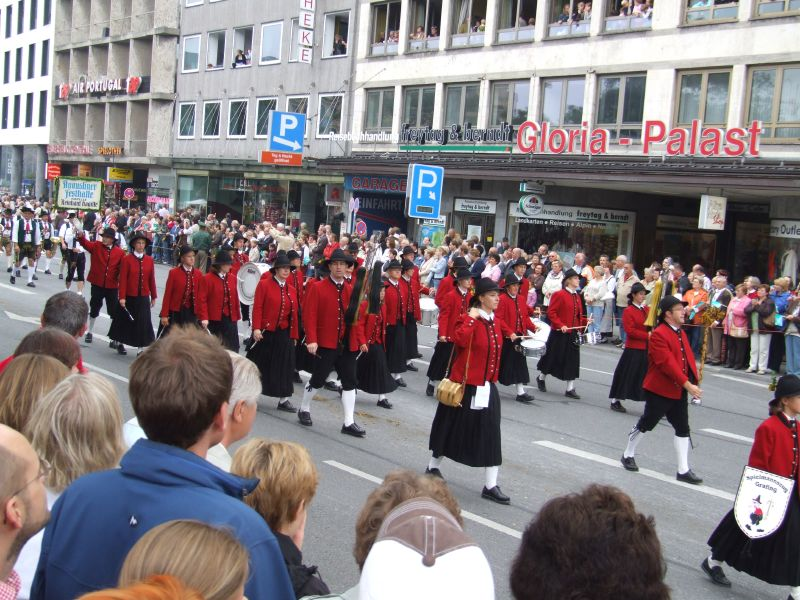